# Natália de Lemény Makedonová
Natália de Lemény Makedonová (17. července 1950 Bratislava – 4. prosince 1998 Slovenská Ľupča) byla slovenská publicistka, spisovatelka a vydavatelka.